# Verrières-en-Forez
Verrières-en-Forez ist eine französische Gemeinde mit 727 Einwohnern (Stand: 1. Januar 2022) im Département Loire in der Region Auvergne-Rhône-Alpes. Die Gemeinde gehört zum Arrondissement Montbrison und zum Kanton Montbrison. Die Einwohner werden Verriériens und Verriériennes genannt.

## Geographie
Verrières-en-Forez liegt etwa 34 Kilometer westnordwestlich von Saint-Étienne und 68 Kilometer westsüdwestlich von Lyon im Forez. Umgeben wird Verrières-en-Forez von den Nachbargemeinden Bard im Norden, Écotay-l’Olme im Nordosten, Lézigneux im Osten, Chazelles-sur-Lavieu im Süden, Gumières im Südwesten sowie Saint-Anthème im Westen.

## Bevölkerungsentwicklung
| Jahr                       | 1962 | 1968 | 1975 | 1982 | 1990 | 1999 | 2006 | 2017 |
| -------------------------- | ---- | ---- | ---- | ---- | ---- | ---- | ---- | ---- |
| Einwohner                  | 587  | 512  | 445  | 445  | 481  | 540  | 624  | 705  |
| Quellen: Cassini und INSEE |      |      |      |      |      |      |      |      |

## Sehenswürdigkeiten
- Pfarrkirche Saint-Ennemond aus dem 16. Jahrhundert, seit 1938 als Monument historique klassifiziert

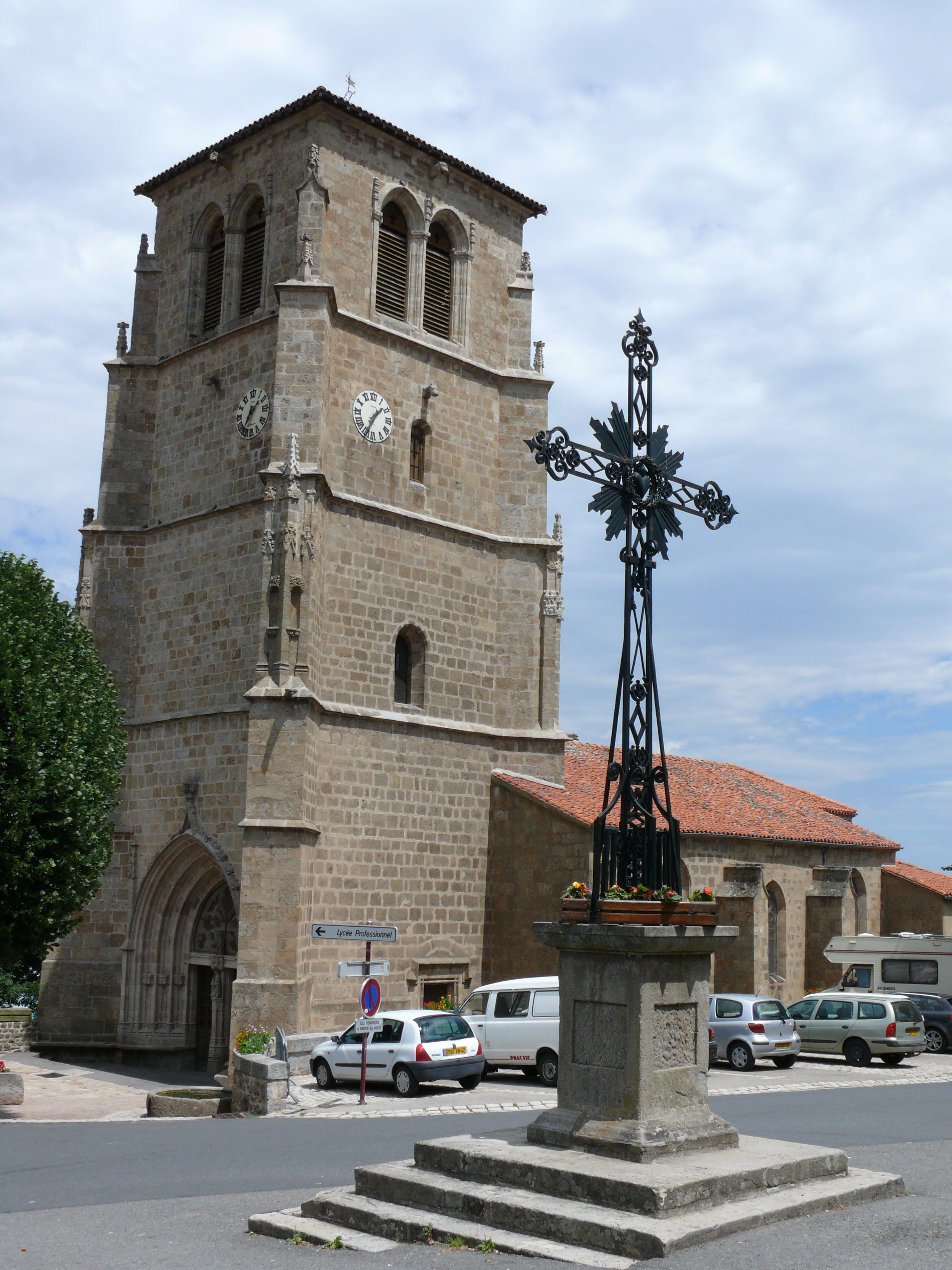
Pfarrkirche Saint-Ennemond

- Ruinen des Priesterseminars

## Persönlichkeiten
- Jean-Marie Vianney (1786–1859), katholischer Priester (hier Scholar des Seminars), seit 1925 Heiliger der römisch-katholischen Kirche